# رگرسیون چندمتغیری در پژوهش‌های رفتاری
رگرسیون چند متغیری در پژوهش‌های رفتاری کتابی از فردان کرلینجر و الازار جی پدهازور با ترجمهٔ حسن سرایی است که در سال ۱۳۶۶ منتشر و در مراسم کتاب سال جمهوری اسلامی ایران به‌عنوان کتاب برگزیده معرفی شد.